# Иларион (Кондратковский)
Епи́скоп Иларио́н (Кондратковский или Кондратовский; умер 12 (23) января 1799) — епископ Русской православной церкви, епископ Новгород-Северский и Глуховский.

## Биография
Родился в Воронеже. Образование получил в Киево-Могилянской академии. По окончании академического курса был в Киево-Печерской лавре проповедником и регентом (начальником) лаврской канцелярии.
В 1768 году, в Глухове, сделался известен гр. П. А. Румянцеву и по его желанию был назначен главным священником в предводимой им армии. Поражённый беспорядками, открытыми среди войскового духовенства, Иларион вернулся было назад в лавру, но в конце 1769 года, по настояниям графа П. А. Румянцева, снова принял свой пост в армии.
По увольнении от службы в войсках, 30 января 1773 года, Иларион был рукоположён во архимандрита Киево-Межигорского монастыря, откуда в 1775 году переведён в Калязин Макариев Тверской епархии.
17 июля 1776 года Иларион хиротонисан в Москве во епископа Переяславского и Бориспольского. Застав свою епархию с крайне незначительным количеством церквей, вследствие отделения значительного числа последних к новоучреждённой епархии Славенской, епископ Иларион выхлопотал причисление к своей епархии около полутораста заднепровских приходов от епархии Киевской.
По кончине 9 августа 1783 года Киевского митрополита Гавриила (Кременецкого) около трёх месяцёв управлял митрополией.
27 марта 1785 года переведен в новоучреждённую епархию Новгород-Северскую, а прежняя его епархия была разделена между соседними епархиями.
1 сентября 1797 года, за упразднением Новгород-Северской епархии, Иларион был назначен епископом Белорусским и Могилёвским, но не поехал туда. 24 октября 1797 года уволен с сохранением жалования в Спасо-Преображенский Новгород-Северский мужской монастырь, которым управлял до смерти, 12 января 1799 года.
Епископ Иларион отличался твёрдым, энергичным характером и строго наблюдал за своими подчинёнными.